# Lijst van landen zonder rivieren
Dit is een lijst van landen die geen rivieren bezitten.

## Soevereine staten
- Bahama's
- Bahrein[1]
- Comoren[2]
- Kiribati[3]
- Koeweit (zie Lijst van wadi's in Koeweit)
- Libië (zie Lijst van wadi's in Libië)
- Malediven[4]
- Malta (zie Lijst van dalen in Malta)
- Marshalleilanden[5]
- Monaco
- Nauru[6]
- Oman (zie Lijst van wadi's in Oman)
- Qatar (zie Lijst van wadi's in Qatar)
- Saoedi-Arabië[7]  (zie Lijst van wadi's in Saoedie Arabië)
- Tonga
- Tuvalu[8]
- Verenigde Arabische Emiraten  (zie Lijst van wadi's in de Verenigde Arabische Emiraten)
- Vaticaanstad
- Jemen  (zie Lijst van wadi's in Jemen)

## Afhankelijke en andere gebieden
- Anguilla[9]
- Bermuda[10]
- Brits Indische Oceaanterritorium
- Christmaseiland
- Cocoseilanden
- Gibraltar[11]
- Kaaimaneilanden[12]
- Niue
- Norfolk
- Paaseiland
- Pitcairneilanden[13]
- Saint-Barthélemy
- Saint-Martin
- Sint Maarten[14]
- Tokelau
- Wallis en Futuna